# Кагамлицький парк
Регіональний ландшафтний парк «Кагамлицький» — об'єкт природно-заповідного фонду, розташований у межах міста Кременчука Полтавської області. Належить до територій та об'єктів природно-заповідного фонду місцевого значення.

## Заснування парку
Парк засновано рішенням сесії Полтавської обласної ради народних депутатів від 28 лютого 2013 року.
До складу регіонального ландшафтного парку «Кагамлицький» включено землі Автозаводського району міста Кременчука — 9,4044 га та Кременчуцької міської ради — 18,7456 га. Загальна площа ландшафтного парку становить 28,15 га.

## Об'єкти парку та їх цінність
До його складу увійшли територія парку Воїнів-Інтернаціоналістів, територія навколо річки Сухий Кагамлик та територія неподалік Кременчуцького колісного заводу.
На території парку виявлені регіонально рідкісні та занесені до Червоної книги України і Європейського Червоного списку види тварин і рослин. Територія, включена до парку, має ландшафтну, гідрологічну, рекреаційну та естетичну цінність.

## Галерея

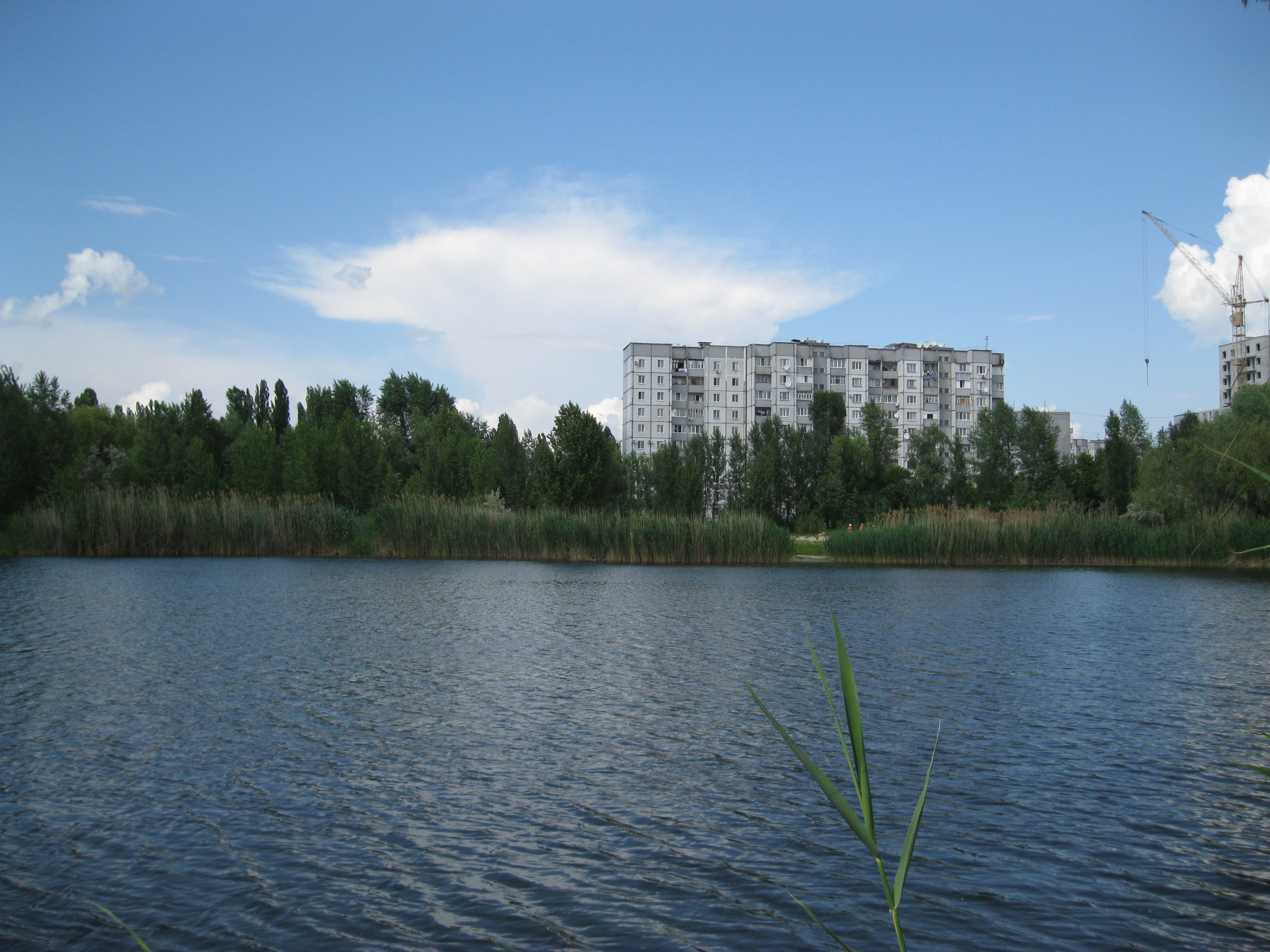
Вид з правого берега у бік вулиці Тараса Бульби
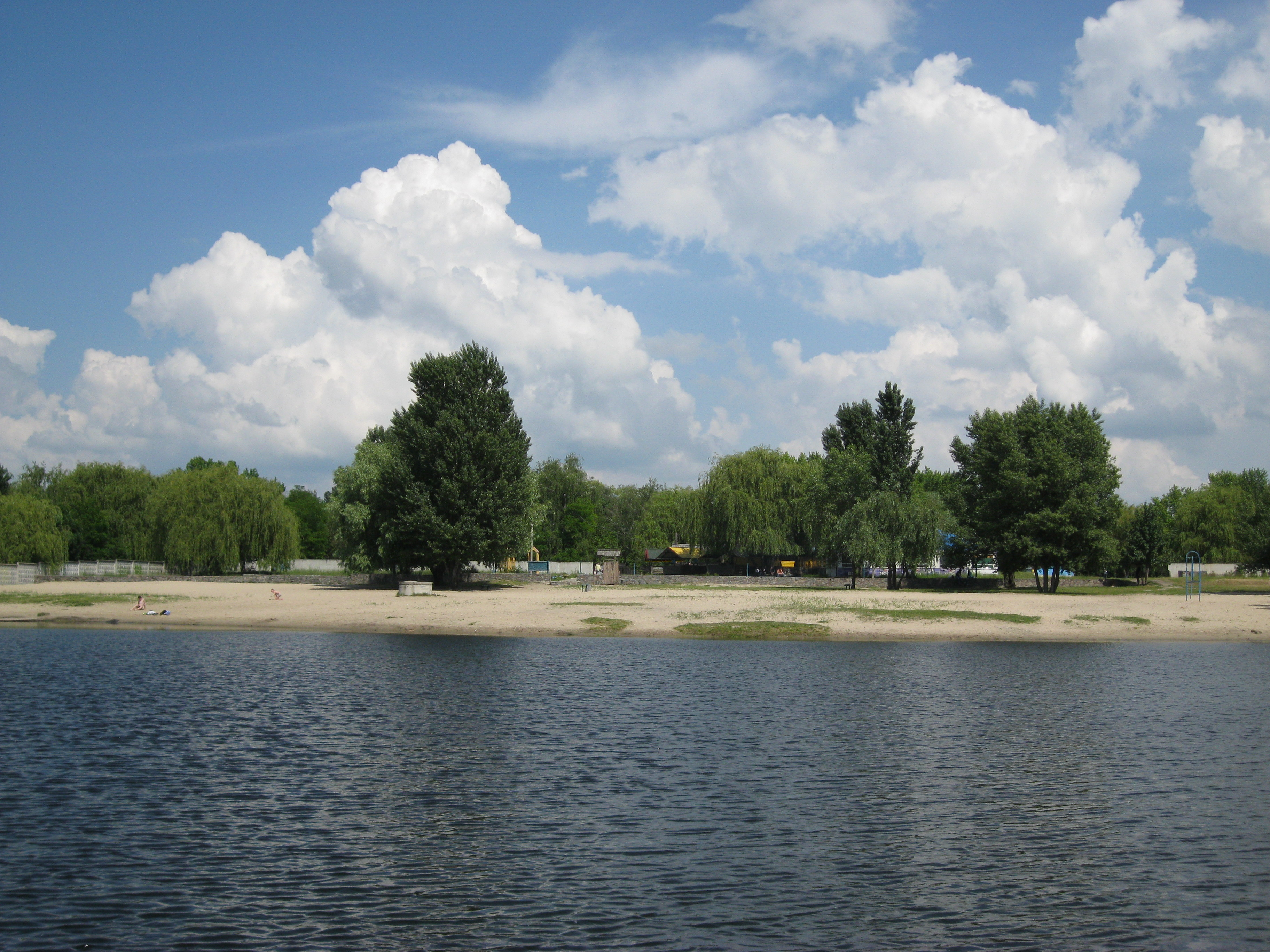
Вид з правого берегу на пляж у парку Воїнів-Інтернаціоналістів